# Campionat d'Espanya de trial 1984
La temporada de 1984 del Campionat d'Espanya de trial fou la 17a edició d'aquest campionat, organitzat per la Reial Federació Motociclista Espanyola. El calendari oficial constava de 12 proves puntuables.

## Classificació final
Font:
| Posició | Pilot          | Motocicleta | Punts |
| ------- | -------------- | ----------- | ----- |
| 1       | Lluís Gallach  | Merlin      | 204   |
| 2       | Andreu Codina  | Montesa     | 167   |
| 3       | Toni Gorgot    | JJ Cobas    | 163   |
| 4       | Gabino Renales | JJ Cobas    | 158   |
| 5       | Joan Freixas   | Merlin      | 148   |
| 6       | Pere Ollé      | Beta        | 103   |
| 7       | Ronald Garcia  | Montesa     | 86    |
| 8       | Jordi Tarrés   | Beta        | 83    |
| 9       | Carles Casas   | Merlin      | 76    |
| 10      | Boni Geebelen  | SWM?        | 74    |

## Categories inferiors
| Categoria | Guanyador   | Motocicleta |
| --------- | ----------- | ----------- |
| Sènior    | Albert Puig | Montesa     |
| Júnior    | Òscar Giró  | ?           |